# Alfred Abt
Alfred Abt (* 25. Mai 1855 in Braunschweig; † 29. April 1880 in Genf) war ein deutscher Dirigent und Komponist. Er war Theaterkapellmeister. Seine Stationen waren unter anderem Kiel und Rostock.

## Leben
Alfred Abts Eltern waren der Komponist und Braunschweiger Hofkapellmeister Franz Abt und dessen Frau Rosalie. Alfred Abt studierte an der Universität Leipzig Philosophie. Von 1874 bis 1878 studierte er am Königlichen Konservatorium der Musik zu Leipzig. Ab der Wintersaison 1878 wurde er als Kapellmeister am Stadttheater Rostock engagiert. Er dirigierte beim Festkonzert des Sängerfestes in Quedlinburg, das am 19. und 20. Juli 1879 stattfand, die von ihm komponierte Hymne für Männerchor und Orchester Herr du bist groß. Die Stelle am Stadttheater Rostock musste er im Januar 1880 aus gesundheitlichen Gründen aufgeben. Gemeinsam mit seiner Mutter begab er sich auf eine Reise nach Italien. Auf der Rückreise aus Pegli starb er am 29. April 1880 in Genf.

## Werke (Auswahl)
- Herr, du bist groß, für Männerchor, Baritonsolo und Orchester op. 1
- Marguerite, Valse brillante für Klavier op. 2, erschienen im April 1879 bei Bauer in Braunschweig